# Giocattoli infernali
Giocattoli infernali (Demonic Toys) è un film del 1992 prodotto dalla Full Moon Entertainment. La trama è molto influenzata da Dolls, La bambola assassina e Puppet Master - Il burattinaio.
Il film segue il filone della saga di Puppet Master, ma è stato destinato subito al piccolo schermo e non ha avuto lo stesso successo. Il film è stato pubblicato in Italia in VHS dalla CIC Video col titolo Giocattoli Assassini. In seguito è stato distribuito in DVD con i titoli Demonic Toys - Giocattoli demoniaci e Demonic Toys - Giochi infernali.

## Trama
Durante un inseguimento in una fabbrica di giocattoli abbandonata, una poliziotta incinta, Judith Gray, ingaggia una furiosa sparatoria con un malvivente e lo uccide. Il sangue di quest'ultimo fa sì che si risvegli una pericolosa entità malvagia che, sotto forma di bambino, risveglia anche quattro giocattoli e li rende suoi servi. Il loro compito è uccidere chiunque trovino. E Judith deve stare molto attenta, perché il pericoloso demone vuole entrare nel corpo del bambino che ha in grembo.

## I giocattoli protagonisti
- Baby Oopsy Daisy: Il capo dei giocattoli. È una bambola per bambine incredibilmente sboccata e pervertita. Nel primo e nel secondo film, Oopsy Daisy è una femmina ma nei due sequel/crossover diventa maschio (anche se continuerà a vestire abiti femminili). In ogni film, le viene data una nuova voce.
- Jack Attack: Un pagliaccio a molla dotato di una risata mortale e denti affilati come rasoi. Nel primo e secondo film può saltare fuori dalla sua scatola, mordendo dolorosamente chi gli capita a tiro e mostrando una coda con un sonaglino per bambini, forse un fraintendimento del termine serpente a sonagli. Nel terzo film, invece, ha un'infinita coda che non gli permette di uscire dalla scatola, mentre nel sequel ufficiale al posto del sonaglino ha un'affilatissima lama di rasoio come ulteriore arma.
- Grizzly Teddy: Un orso di peluche che quando sente il sapore del sangue comincia a mutare e crescere. È probabilmente il più brutale e feroce dei giocattoli.
- Mr. Static: Il più letale dei quattro: un piccolo robot che si muove lentamente e spara veri raggi laser dalle braccia/cannone.

## Seguiti
Il film ha avuto 3 sequel e 4 spin-off, diretti da vari registi: 
- Giocattoli assassini (Dollman vs. Demonic Toys), regia di Charles Band (1993) - crossover con Dollman e Radio Alien (Bad Channels)
- Puppet Master vs. Demonic Toys, regia di Ted Nicolaou (2004) - crossover con Puppet Master
- Demonic Toys 2, regia di William Butler (2010)
- Baby Oopsie, regia di William Butler (2021) - spin-off di Demonic Toys 2
- Baby Oopsie: Murder Dolls, regia di William Butler (2021) - spin-off di Demonic Toys 2
- Demonic Toys: Jack-Attack, regia di William Butler  (2023) - spin-off di Demonic Toys 2
- Baby Oopsie 3: Burn Baby Burn, regia di William Butler  (2023) - spin-off di Demonic Toys 2

## Curiosità
- Il film ha dato origine ad una serie di fumetti.